# Rio São João (vattendrag i Brasilien, Minas Gerais, lat -19,77, long -44,78)
Rio São João är ett vattendrag i Brasilien.   Det ligger i delstaten Minas Gerais, i den sydöstra delen av landet, 600 km sydost om huvudstaden Brasília.
Omgivningarna runt Rio São João är huvudsakligen savann. Runt Rio São João är det ganska glesbefolkat, med 47 invånare per kvadratkilometer.